# Integrisano kolo specifične namene
Integrisano kolo specifične namene ili ASIC ( od енгл. Application-specific integrated circuit) je integrisano kolo prilagođeno posebnoj nameni umesto opštoj upotrebi. Na primer čip namenjen da radi u digitalnom diktafonu ili čip za rudarenje bitkojna. Standardni proizvodi specifične namene (енгл. Application-specific standard products su između ASIC-a i standardnih integrisanih kola poput 7400 serije ili 4000 serije.
Kako se veličina elemenata smanjila a alati za dizajn poboljšali tokom godina, maksimalna moguća složenost (i time upotrebljivost) ASIC-a je porasla od 5,000 logičkih kapija do preko 100 miliona. Savremeni ASIC-i često uključuju čitav mikroprocesor, memorijske blokove sa ROM, RAM, EEPROM, fleš memorijom i drugim velikim gradivnim blokovima. Takav ASIC se obi;no naziva SoC (od енгл. System-on-chip). Dizajneri digitalnih ASIC-a često koriste jezike za opis hardvera poput Veriloga ili VHDL-a, da opišu funkcionalnosti ASIC-a.
FPGA je savremena tehnologija za izgradnju protoploča ili prototipa od standardnih delova. Programabilni logički blokovi i programibilne poveznice dozvoljavaju da se isti FPGA koristi u mnogim primenama. Za manja kola ili niži obim proizvodnje, FPGA mogu biti i isplativiji od ASIC dizajna, čak i u produkciji. Trošak razvoja ASIC-a može dostići i milione dolara.

## Istorijat
Prvobitni ASIC-i su koristili tehnologiju logičkih nizova. Jedna rana uspešna poslovna primena bila su kola u 8-bitnom ZX81 i ZX Spectrum povoljnim ličnim računarima iz 1981 i 1982. Ove je Sinkler koristio kao jeftine uređaje za Ulaz-Izlaz namenjene za upravljanje grafikom računara.
Podešavanje se radilo izmenama na metalnoj poveznoj maski. Logički nizovi su imali složenost do na par hiljada kola. Kasnije verzije postale su uopštenije sa drukčijim čipovima podešenim metalnim i polisilikonskim slojevima. Neki čipovi uključuju RAM elemente.

## Dizajn standardne ćelije
Sredinom 80-ih, dizajner bi odabrao proizvođača ASIC-a i implementisao svoj dizajn alatima koje bi proizvođač snabdeo. Iako su postojali i drugi alati za dizajn, nije postojala efektivna veza između tih alata i konkretne šeme i karakteristika performansi poluprovodnika raznih ASIC proizvođača, tako da su većina dizajnera koristili alate specifične za datu tvornicu. Rešenje ovog problema, koje je i dalo uređanje veće gustine, je implementacija standardnih ćelija. Svaki ASIC proizvođač mogao je napraviti funkcionalne blokove znanih električnih odlika, poput vremena propagacije, kapacitivnosti i induktivnosti, koje su se mogle predstavljati i u tuđim alatima. Dizajn standardne ćelije je upotreba ovih funkcionalnih blokova za postizanje visoke gustine kola i dobrih električnih performansi. Ovakav dizajn nalazi se između logičkih nizova u punog prilagođenog dizajna i po ceni razvoja i po ceni izrade.
Do kasnih 90-ih, alati za logičku sintezu su se pojavili. Ti alati su mogli kompilirati hardverske opise u liste povezanih elemenata (енгл. netlist). Integrisana kola standardne ćelije dizajnirana su u sledećim konceptualnim koracima, mada se ovi koraci u praksi u velikoj meri preklapaju:
1. Tim inženjera započinje sa neformalnim razumevanjem traženih funkcija novog ASIC-a, obično izvedenih iz analize zahteva.
2. Zatim tim pravi opis, u jeziku za opis hardvera, ASIC-a koji koji će zadovoljiti ove uslove. Ovaj proces je analogan pisanju programa u jeziku visokog nivoa. Ovo se najčešće zove RTL (енгл. register-transfer level) dizajn.
3. Podobnost nameni proverava se funkcionalnom verifikacijom. Ovo može obuhvatiti tehnike poput logičke simulacije, emulacije ili stvaranjem ekvivalentnog čisto-softverskog modela. Svaka tehnika ima prednosti i mane i često se više njih koristi.
4. Logička sinteza pretvara RTL dizajn u veliku kolekciju standardnih ćelija. Ove ćelije su preuzete iz biblioteke koja sadrži predodređene skupine kapija (poput 2 input nor, 2 input nand, invertere, itd.). Standardna ćelija je obično specifična za namenjenog proizvođača ASIC-a. Dobijena skupina standardnih ćelija sa električnim vezama među sobom zove se listom povezanih elemenata nivoa kapija.
5. Ova lista se zatim obrađuje alatom za postavljanje (енгл. placement) koji postavlja standardne ćelije na oblast koja predstavlja izrađeni ASIC. Pokušava naći najbolje postavljanje ćelija zavisno od mnogostrukih zadatih uslova.
6. Alat za povezivanje (енгл. routing) uzima fizički raspored ovih ćelija i na osnovu liste povezanih elemenata pravi električne veze među njima. Budući da je prostor pretrage problema veliki, ovaj alat će proizvesti "zadovoljavajuće" pre nego "globalno optimalno" rešenje. Izlaz je datoteka koja se može upotrebiti za izradu fotomaske koja će omogućiti postrojenju za izradu poluprovodnika da proizvede fizička integrisana kola.
7. Sa krajnjom šemom, ekstrakcija kola sračunava parasitetske otpore i kapacitete. U slučaju digitalnog kola, ovo će se mapirati na informacije od kašnjenju, odakle se performanse kola procenjuju, obično statičkom vremenskom analizom. Ovo i drugi završni testovi poput provere pravila dizajna i analize potrošnje snage namenjeni su za garantovanje tačnog funkcionisanja uređaja u svim ekstremima procesa, napona i temperature. Kada se ovi testovi završe, objavljuje se informacija o fotomasci radi izrade čipa.

Izvedeni na nivou veštine uobičajenom u industriji, ovi koraci skoro uvek rezultuju potpunim uređajem koji implementira prvobitni dizajni, osim ako sama izrada čipa uvede neka nesavršenstva.
Ovaj tok dizajna takođe su česti u standardnom dizajnu proizvoda. Bitna razlika je da dizajn standardnih ćelija koristi proizvođačeve biblioteke koji su korišćeni u možda i stotine drugih implementacija te su stoga manje rizične od potpuno prilagođenog dizajna. Standardne ćelije proizvode gustinu dizajna koja je isplativija i takođe mogu integrisati blokove intelektualnog vlasništva (енгл. IP cores) i SRAM za razliku od logičkih nizova.

## Logički nizovi i poluprilagođeni dizajn
Dizajn logičkog niza je metod izrade u kome su difuzni slojevi, t.j. tranzistori i drugi aktivni uređaji predefinisani i vaferi koji sadrže te uređaje se čuvaju inventaru pre metalizacije, odnosno nepovezati. Sled fizičkog dizajna definiše poveznice konačnog uređaja. Za većinu ASIC proizvođača, ovo se sastoji od dva do čak devet metalnih slojeva, sa svakim normalnim iznad prošlog. Troškovi razvoja su mnogo niži jer fotolitografske maske su potrebne samo za metalne slojeve, a ciklusi proizvodnje su mnogo kraći jer je metalizacija relativno brz proces.
ASIC-i bazirani na logičkim nizovima su uvek kompromis jer se mapiranje nizajna na vafer koji je proizvođač imao u inventaru nikada ne rezultuje stoprocentnom upotrebom. Često poteškoće u nameštanju veza zahtevaju prebacivanje na veći niz sa povišenjem cene dela. Ove muke su često krivica softvera za šemu kojim su se ove veze određivale.

## Potpuno prilagođeni dizajn
Potpuno prilagođeni ASIC dizajn definiše sam sve fotolitografske slojeve uređaja. Potpuno prilagođeni dizajn koristi se i za ASIC dizajn kao i dizajn proizvoda. Pogodnosti ovakvog dizajna manja površina (te manja cena proizvodnje), poboljšanje performansi kao i mogućnost integrisanja analognih komponenti i drugih pred-dizajniranih i time potpuno proverenih komponenti, poput jezgara mikroprocesora koja formiraju "sistem na čipu".
Mane su povećano vreme izrade i dizajna, povišene cene razvoja, više složenosti u sistemu za dizajna i daleko veća potrebna veština dizajnerskog tima.
Za čisto digitalne dizajne zato biblioteke standardnih ćelija sa modernim CAD sistemima mogu ponuditi dobre performanse u odnosu na cenu uz nizak rizik. Automatizovani alati za šeme su laki za korišćenje i brzi sa mogućnošću ručnog popravljanja i optimizacije bilo kog dela sistema.

## Strukturisani dizajn
Strukturisani ASIC dizajn je relativno nov termin u industriji zbog čega nije uvek isto definisan. Ipak, osnovna premisa je smanjenje ciklusa proizvodnje i razvoja pomoću predefinisanih metalnih slojeva (čime se smanjuje vreme izrade) i unapred određenim odlikama silikona (čime se smanjuje vreme razvoja).
Razlika između logičkog niza i strukturisanog ASIC-a je to što u nizu predefinisani metalni slojevi služe za ubrzanje ciklusa izrade, dok u strukturisanom ASIC-u njihova upotreba je primarno za smanjenje troška skupova masaka kao i ubrzanje vremena razvoja. Na primer, u dizajnu zasnovanom na ćelijama ili nizovima korisnik mora sam projektovati strukture potrošnje snage, kloka i testiranja. U većini strukturnih ASIC-a ove su predefinisane i dakle štede vreme dizajneru. Takođe alat za dizajn strukturisanog ASIC-a može biti osetno jeftiniji i lakši za korišćenje od alata zasnovanih na ćelijama, jer ovi ne moraju obavljati sve funkcije koje ćelijski bazirani alati moraju. U neki slučajevima, prodavac strukturisanog ASIC-a zahteva posebno prilagođene alate njegovom uređaju, što omogućava bržu isporuku dizajna u produkciju.

## Biblioteke ćelija, dizajn zasnovan na intelektualnom vlasništvu, tvrdi i meki makroi
Biblioteke ćelija logičkih primitiva su obično snabdevene kao deo usluge proizvođača uređaja. Mada ne zahtevaju dodatne troškove, njihovo objavljivanje je pokriveno uslovima ugovora o poverljivosti podataka i smatraju se intelektualnim vlasništvom proizvođača. Najčešće je njihov fizički dizajn predefinisan tako da se mogu nazvati "tvrdim makroima".
Ono što većina inženjera smatra "intelektualnim vlasništvom" su IP blokovi (енгл. IP cores), šeme kupljene od treće strane kao potkomponente većeg ASIC-a. Mogu biti isporučene u obliku jezika za opis hardvera (ovo se naziva "mekim makroom") ili kao potpuno povezana šema koja se može štampati direktno na ASIC masku (ovo se naziva "tvrdim makroom"). Mnoge organizacije sada prodaju takve preddizajnirane blokove - procesore, eternet, USB i telefonske interfejse - i veće organizacije mogu imati čitave odeljke posvećene proizvodnji blokova za ostatak organizacije. Doista, široki dijapazon funkcija danas dostupnih proizvod je fenomenalnih poboljšanja u elektronici kasnih 90ih i ranih 2000ih, kako razvoj blokova zahteva puno vremenskog i novčanog ulaganja, njihova ponovna upotreba i dalji razvoj kolosalno krati cikluse proizvodnje i daje bolje proizvode. Pritom, organizacije poput OpenCores skupljaju besplatne blokove, prateći pokret otvorenog koda u dizajnu hardvera.
Meki makroi su često nezavisni od procesa (t.j. mogu se izraditi na širem opsegu proizvodnih procesa i različitih proizvođača). Tvrdi makroi su ograničeni procesom i obično zahtevaju dodatan napor pri dizajnu kako bi se preneli na drugi proces iliti proizvođača.

## Višeprojektni vaferi
Neki proizvođači nude višeprojektne vafere (енгл. Multi-project wafers ili MPW) kao metod nabavke jeftinih prototipova. Ovi vaferi, sadržeći više dizajnova različitih naručioca, puštaju se u izradu periodično (umesto po narudžbini) i nude slabe garancije o ispravnosti čipa. Usluga obično uključuje i isporuku baze podataka o fizičkom dizajnu (bez poverljivih informacija). Proizvođač se često naziva "silikonskom livnicom" kako bi se istakla njegova slaba uključenost u proces izrade čipa.

## Standardni proizvod specifične namene
Standardni proizvod specifične namene ili ASSP (енгл. Application-specific standard product) je integrisano kolo koje implementira određenu funkciju koja se može prodati širem trživštu. Za razliku od ASIC-a koji kombinuju skup funkcija i koji se dizajniraju za ili od strane jedne mušterije, ASSP-ovi su dostupni kao komponente za masovnu potrošnju. ASSP-ovi se koriste u svim industrijama, od automotivne do telekomunikativne. U opštem slučaju, ukoliko se dizajn može naći u knjizi, uglavnom nije ASIC, mada postoje određeni izuzeci.
Na primer, dva integrisana kola koja se mogu a ne moraju smatrati ASIC-ima su čip kontrolora za PC i čip za modem. Oba ova primera su specifična za namenu (što je tipično za ASIC) ali ih prodaju razni trgovci (što je svojstveno za standardne delove). Takvi ASIC-i se obično svrstavaju u ASSP-ove.
Drugi primeri ASSP-ova su čipovi za enkodiranje i dekodiranje, čipovi za USB interfejs, itd.
IEEE je nekada izdavao ASSP časopis,  koji je preimeovan u "IEEE Signal Processing Magazine" 1990-e.